# A Bola (Sportzeitung)
A Bola (dt. Der Ball) ist eine portugiesische Sportzeitung. Sie wurde 1945 gegründet und erschien bis 1994 dreimal pro Woche; seit 1995 erscheint sie täglich. A Bola ist die auflagenstärkste Zeitung in Portugal mit einer Auflage von geschätzt 100.000 Exemplaren (März 2014), wobei die Verkaufszahlen von A Bola nicht veröffentlicht werden.
Die Gründer der Zeitung sind Cândido de Oliveira und António Ribeiro dos Reis. Der Direktor von A Bola ist Vítor Serpa.
Inhaltlich überwiegt bei weitem die Fußballberichterstattung über die portugiesischen Erst- und Zweitligavereine. Aber auch über Auslandsfußball (insbesondere Spanien und England), Basketball, Handball, Formel 1 und Futsal wird regelmäßig berichtet.
A Bola gilt als „Hauszeitung“ von Benfica Lissabon. Alternativ gibt es die Zeitung Record (Auflage: 81.000 Stück), die eher Sporting-Lissabon-Anhänger anspricht, sowie O Jogo (Auflage: 32.000 Stück) für Anhänger des FC Porto.
Eine Auslandsausgabe mit 5000 Exemplaren wird seit 2006 in Newark, New Jersey (USA) gedruckt.
A Bola ist Mitglied der European Sports Magazines (ESM), einer Vereinigung europäischer Sportmagazine und -zeitungen.